# Kasteel De Patente

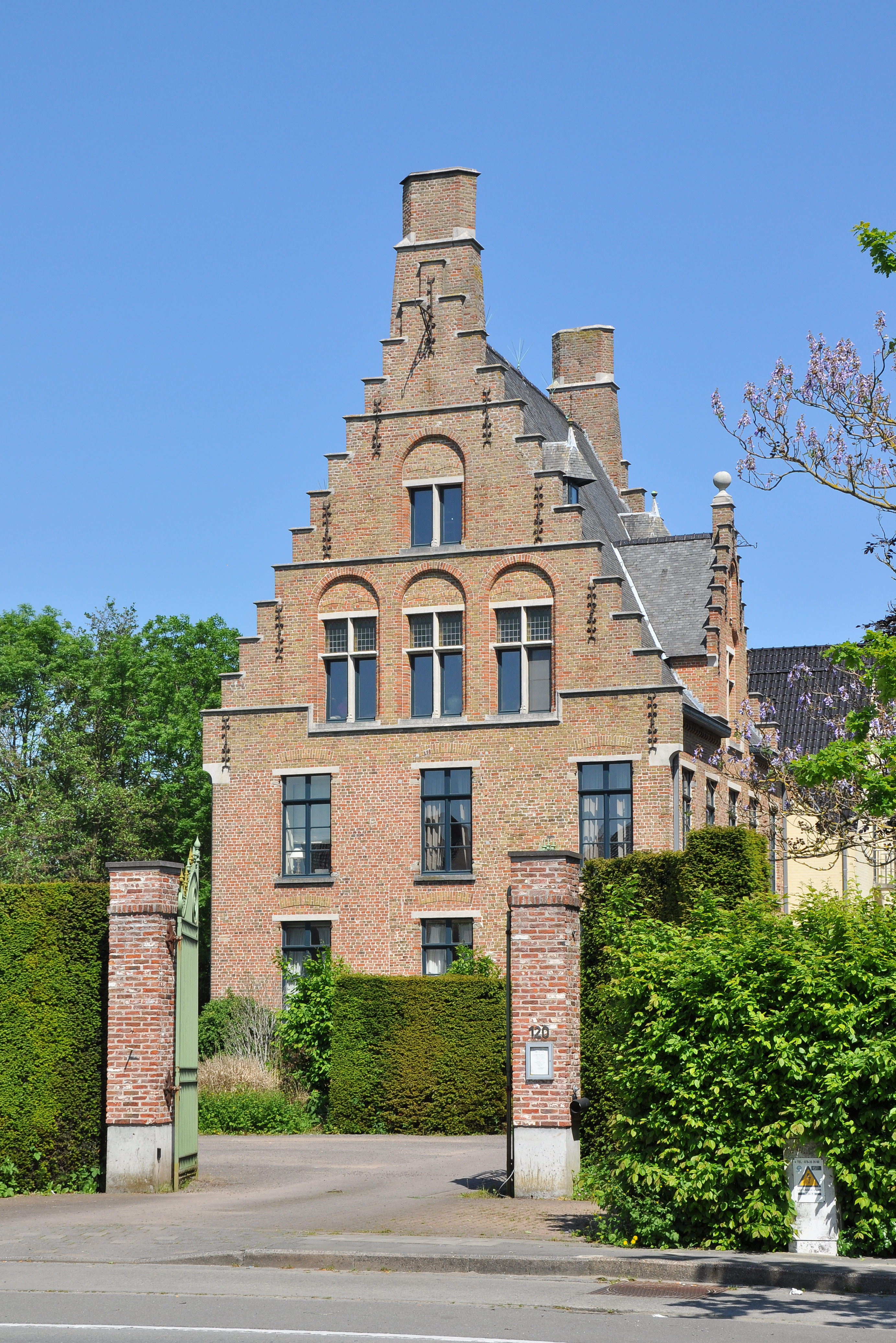
Kasteel De Patente

Kasteel De Patente is een kasteel in de tot de West-Vlaamse stad Brugge behorende wijk Sint-Pieters-op-den-Dijk, gelegen aan de Blankenbergse Steenweg 120.

## Geschiedenis
Mogelijk bestond hier in de 14e of 15e eeuw al een gebouw, maar de eerste schriftelijke vermelding is van midden 16e eeuw. Er is dan sprake van  't opperhof met een huijs van plaijsance met de walgrachten rontsomme ende 't nederhof aende zuudtsijde, met den bogaert aende oostsijde. Het betrof dus een omgracht speelhuis.
In 1841 werd het domein verkocht en er zou toen een nieuw kasteeltje zijn gebouwd. In 1890 werd het, toen eigendom van Karel Mestdagh, verbouwd in historiserende stijl, met trapgevels en een hoog zadeldak. Mestdagh had op zolder vermoedelijk een muziekkamer.
In 1997 werd het kasteel ingericht als bejaardenoord onder de naam Belamy, waarbij bijgebouwen zijn aangebracht zodat een U-vormig complex ontstond.

## Gebouw
Het bakstenen gebouw oogt voornamelijk zoals dat in 1890 tot stand is gekomen. Ten westen hiervan bevindt zich een symmetrische tuinaanleg. Ook zijn er een tweetal koetshuizen (midden 19e eeuw) en nog een pand dat hetzij als hovenierswoning, hetzij als herberg De Patente heeft dienst gedaan.